# Athelges takanoshimensis
Athelges takanoshimensis är en kräftdjursart som beskrevs av S. Ishii 1914. Athelges takanoshimensis ingår i släktet Athelges och familjen Bopyridae. Inga underarter finns listade i Catalogue of Life.